# Нечутливість до розміру вибірки
Нечутливість до розміру вибірки — це когнітивне упередження, яке виникає, коли люди оцінюють ймовірність отримання статистики вибірки без врахування розміру вибірки.

## Приклади
Наприклад, у одному з досліджень учасники експерименту оцінили однаково ймовірність отримання середнього зросту вище 180 см у вибірках з 10, 100 та 1 000 чоловіків. Іншими словами, у менших вибірках варіативність трапляється частіше, однак люди цього не очікують.
В іншому дослідженні Амос Тверські та Деніел Канеман запитали учасників наступне:
Уявіть, що в місті є дві лікарні. У більшій щоденно народжується 45 дітей, а у меншій — 15 дітей. За загальновідомою статистикою, близько 50% немовлят — хлопчики; однак точний відсоток змінюється щоденно, деколи перевищуючи 50%, деколи — менший.
Протягом одного року кожна лікарня відмічала дні, коли хлопчиками були більше 60% новонароджених. На Вашу думку, в якій лікарні таких днів було більше?
1. У більшій за розміром лікарні
2. У меншій за розміром лікарні
3. Майже однаково (похибка в межах 5%)

56% учасників обрали варіант 3 і по 22% учасників обрали варіанти 1 або 2. Однак, відповідно до теорії вибірки, у більшій лікарні ймовірність повідомити, що співвідношення статей немовлят, які народились за будь-який день, склало близько 50%, вища ніж у маленькій лікарні, і правильною відповіддю буде «у меншій за розміром лікарні» (також дивись закон великих чисел).
Часткове нехтування розміром вибірки було виявлено і у іншому дослідженні, в якому брали участь психологи з досвідом статистичних вибірок.

## Пояснення
Тверські та Канеман пояснювали такі результати досліджень впливом евристики репрезентативності, коли люди інстинктивно оцінюють вибірку як таку, що має однакові властивості з популяцією (цілим), без врахування інших чинників. Нечутливість до розміру вибірки є підтипом нечутливості до додаткових факторів.
Пов'язаним упередженням є ілюзія кластерів, коли люди недооцінюють можливість появ «смуг» або «кластерів» у невеликих випадкових вибірках, що викликано тенденцією людей недостатньо передбачати розмір варіативності, яка може з'явитись у малих вибірках випадкових або напів-випадкових даних.